# Joy (cantante)
Joy (조이?, Jo-ILR, Ch'oIMR), pseudonimo di Park Soo-young (박수영?, 朴秀英?, Bak Su-yeongLR, Pak SuyŏngMR; Jeju, 3 settembre 1996), è una cantante e attrice sudcoreana.
Fa parte del gruppo musicale Red Velvet.

## Biografia
Joy è nata a Jeju, Corea del Sud, e ha due sorelle minori. Ha deciso di diventare una cantante dopo aver ricevuto complimenti per la sua interpretazione della canzone Flying Duck del gruppo k-rock Cherry Filter. Ha fatto un'audizione nel 2012 per la SM Entertainment, grazie alla quale è stata scritturata dall'agenzia.
Nel febbraio 2015, Joy si è diplomata alla School of Performing Arts di Seul.

### Red Velvet
Il 29 luglio 2014 Park Soo-young è stata presentata come Joy, il quarto membro delle Red Velvet. È l'unico membro del gruppo a non essere stato introdotto attraverso il programma S.M. Rookies. Il gruppo ha debuttato il 1º agosto 2014 con il singolo digitale Happiness.

### Televisione
Nel 2015 Joy ha partecipato alla quarta stagione del programma TV coreano Uri gyeolhonhaess-eo-yo insieme a Yook Sung-jae del gruppo BtoB, per il quale ha ricevuto i premi di Miglior coppia e Nuova stella agli MBC Entertainment Awards del 2015.
Nel 2017 Joy ha debuttato come attrice nel drama di TvN Geunyeoneun geojinmar-eul neomu saranghae al fianco di Lee Hyun-woo. Ha anche partecipato alla produzione di canzoni per la colonna sonora come Yeowooya, I'm Okay, Your Days, Shiny Boy, Waiting For You e The Way To Me.

## Discografia

### EP
- 2021 – Hello

### Singoli
- 2021 – Je T'aime
- 2021 – Hello

### Collaborazioni
- 2016 – Always In My Heart (con Lim Seul-ong)
- 2016 – Young Love (con Yook Sung-jae)
- 2016 – First Christmas (con Kim Dong-young)

### Colonne sonore
- 2017 – A Fox (per la colonna sonora di The Liar and His Love)
- 2017 – I'm Okay (feat. Lee Hyun-woo) (per la colonna sonora di The Liar and His Love)
- 2017 – Your Days (per la colonna sonora di The Liar and His Love)
- 2017 – Shiny Boy (per la colonna sonora di The Liar and His Love)
- 2017 – Waiting For You (per la colonna sonora di The Liar and His Love)
- 2017 – The Way To Me (per la colonna sonora di The Liar and His Love)
- 2018 – Dream Me (feat. Mark Lee) (per la colonna sonora di The Ghost Detective)

## Filmografia

### Cinema
- SMTown: The Stage (SMTOWN THE STAGE), regia di Bae Sung-sang (2015)[16]

### Televisione
- Tae-yang-ui hu-ye (태양의 후예) - serie TV, episodio 16 (2016)[17]
- Geunyeoneun geojinmar-eul neomu saranghae (그녀는 거짓말을 너무 사랑해) - serie TV (2017)
- Sseomnam (썸남) - serie TV, episodio 7 (2017)
- Widaehan yuhokja (위대한 유혹자) - serie TV (2018)
- Han saramman (한 사람만) - serie TV (2021-2022)
- L'amore lontano dalla città (어쩌다 전원일기) - serie TV (2022)

### Speciali
- Daehanmingug donghaengseil teugbyeolhaengsa (대한민국 동행세일 특별행사) - trasmissione (2020)
- Cass BLUE PLAYGROUND CONNECT 2.0 - trasmissione (2020)
- Je 26hoe DREAM CONCERT CONNECT:D (제 26회 DREAM CONCERT CONNECT:D) - trasmissione (2020)
- Samsung Korea samseongjeonja : gaelleogsi noteu20 laibeu kwijeusyo (Samsung Korea 삼성전자 : 갤럭시 노트20 라이브 퀴즈쇼) - trasmissione (2020)
- a-nation online 2020 - trasmissione (2020)
- 2020 Aidol meongmeong seonsugwondaehoe (추석특집 ‘2020 아이돌 멍멍 선수권대회’) - broadcast (2020)
- 2020 GANGNAM FESTIVAL 영동대로 K-POP CONCERT - broadcast (2020)
- 2020 GREAT MUSIC FESTIVAL - broadcast (2020)

## Programmi televisivi
- Animal Farm (동물농장) - programma televisivo (2014)
- Hello Counselor 1 (안녕하세요 시즌1) - programma televisivo, episodi 188, 220, 334, 389 (2014, 2015, 2017, 2018)
- Hidden Singer 3 (히든싱어 시즌3) - programma televisivo, episodio 5 (2014)
- Weekly Idol (주간 아이돌) - programma televisivo, episodi 168, 217, 242, 267, 331, 369, 422 (2014, 2015, 2016, 2017, 2018, 2019)
- Show! Eum-ak jungsim (쇼! 음악중심) - programma televisivo, episodi 437, 450, 472, 474-475, 727 (2014, 2015, 2021)
- Music Bank (뮤직뱅크) - programma televisivo, episodi 779, 781-782, 785 (2015)
- Inkigayo (SBS 인기가요) - programma televisivo, episodio 810 (2015)
- M Countdown (엠 카운트다운) - programma televisivo, episodi 420-421, 424-425, 433, 438-439, 444-448, 456, 462 (2015, 2016)
- Yaman TV (야만TV) - programma televisivo, episodio 14 (2015)
- After School Club - programma televisivo, episodi 113, 154 (2015, 2016)
- We Got Married - Season 4 (우리 결혼했어요 - 시즌 4) - programma televisivo episodi 144-187 (276-320) (2015)
- 2015 Idol Star Athletics Championships Chuseok Special (2015 아이돌스타 육상 씨름 농구 풋살 양궁 선수권대회) - programma televisivo, episodio 1 (2015)
- Running Man (런닝맨) - programma televisivo, episodi 268, 376, 426-427 (2015, 2017, 2018)
- A Song For You 4 (글로벌 리퀘스트 쇼 어송포유 4) - programma televisivo, episodio 12 (2015)
- Immortal Songs: Singing the Legend (불후의 명곡 - 전설을 노래하다) - programma televisivo, episodi 223-224 (2015)
- Star King (스타킹) - programma televisivo, episodio 429 (2015)
- Daily Taengoo Cam (일상의 탱구캠) - programma televisivo, episodio 1 (2015)
- 2015 SBS Gayo Daejeon (2015 SBS 가요대전) - programma televisivo (2015)
- 2015 MBC Music Festival: Encyclopedia of Music (2015 MBC 가요대제전: 가요대백과) - programma televisivo (2015)
- Baek Jong-won's Top 3 Chef King (백종원의 3대천왕) - programma televisivo, episodio 23 (2016)
- 2016 Idol Star Olympics Championships New Year Special (2016 아이돌스타 육상 씨름 풋살 양궁 선수권대회) - programma televisivo (2016)
- Same Bed, Different Dreams 1 (동상이몽, 괜찮아 괜찮아) - programma televisivo, episodio 52 (2016)
- You Hee-Yeol's Sketchbook (유희열의 스케치북) - programma televisivo, episodi 313, 456, 507 (2016, 2019, 2020)
- Men on a Mission (아는 형님) - programma televisivo, episodi 21, 84, 139, 196 (2016, 2017, 2018, 2019)
- Vocal War: God's Voice (보컬 전쟁: 신의 목소리) - programma televisivo, episodi 5-6 (2016)
- The Return of Superman (슈퍼맨이 돌아왔다) - programma televisivo, episodi 147, 246 (2016, 2018)
- Trick & True (트릭 & 트루) - programma televisivo, episodi 5-15 (2016-2017)
- Two Man Show (양남자쇼) - programma televisivo, episodio 4 (2016)
- Phantom Singer (팬텀싱어) - programma televisivo, episodio 6 (2016)
- Idol Party: Under The Sky Without a Mother (아이돌잔치) - programma televisivo, episodio 5 (2016)
- 2016 SBS Gayo Daejeon (2016 SBS 가요대전) - programma televisivo (2016)
- Empty The Convenience Store (편의점을 털어라) - programma televisivo, episodio 2 (2017)
- Girl Group Battle (걸그룹 대첩-가(歌)문의 영광) - programma televisivo (2017)
- Oppa Thinking Pilot (오빠생각 파일럿) - programma televisivo (2017)
- 2017 Idol Star Athletics Archery Rhythmic Gymnastics Aerobics Championships (아이돌스타 육상 선수권대회 2017년) - programma televisivo (2017)
- Snowball Project (눈덩이 프로젝트) - programma televisivo (2017)
- Saturday Night Live Korea 9 (SNL 코리아9) - programma televisivo, episodio 17 (191) (2017)
- Bongmyeon ga-wang (미스터리 음악쇼 복면가왕) - programma televisivo, episodi 121-122 (2017)
- LEVEL UP PROJECT! (레벨업 프로젝트) - programma televisivo (2017)
- Oppa Thinking (오빠생각) - programma televisivo, episodio 11 (2017)
- Happy Together 3 (해피투게더3) - programma televisivo, episodi 516-517 (2017)
- Let's Eat Dinner Together (한끼줍쇼) - programma televisivo, episodio 57 (2017)
- K-RUSH 2 (KBS World Idol Show K-RUSH Season 2) - programma televisivo, episodio 6 (2017)
- 2017 SBS Gayo Daejeon: Number One (2017 SBS 가요대전 NUMBER ONE) - programma televisivo (2017)
- 2017 MBC Music Festival: The Fan (2017 MBC 가요대제전: THE FAN) - programma televisivo (2017)
- LEVEL UP PROJECT! 2 (레벨업 프로젝트) - programma televisivo (2018)
- Two Yoo Project Sugar Man (투유 프로젝트 - 슈가맨) - programma televisivo (2018)
- Idol Star Athletics Championships (아이돌 스타 육상 선수권대회) - programma televisivo (2018)
- Red Velvet Eye Contact Cam 1 (레드 벨벳- 아이컨택캠) - programma televisivo (2018)
- Super Junior's Super TV 2 (슈퍼TV2) - programma televisivo, episodio 10 (2018)
- LEVEL UP PROJECT! 3 (레벨업 프로젝트3) - programma televisivo (2018)
- Idol Room (아이돌룸) - programma televisivo, episodi 15, 56 (2018, 2019)
- Hidden Singer 5 (히든싱어5) - programma televisivo, episodio 12 (2018)
- Pajama Friends (파자마 프렌즈) - programma televisivo (2018)
- 2018 Idol Star Athletics Championships Chuseok Special (2018 아이돌스타 육상 볼링 양궁 리듬 체조 족구 선수권 대회) - programma televisivo (2018)
- Amazing Saturday (놀라운 토요일) - programma televisivo, episodi 36, 173 (2018, 2021)
- Red Velvet Eye Contact Cam 2 (레드 벨벳- 아이컨택캠) - programma televisivo (2018)
- Come See Me - Selfish Broadcasting Machine (날 보러와요 - 사심방송제작기) - programma televisivo, episodio 7 (2018) 11/12/2018
- 2018 SBS Gayo Daejeon: The Wave (2018 SBS 가요대전 THE WAVE) - programma televisivo (2018) 25/12/2018
- Idol League (아이돌 리그) - programma televisivo, episodio 42 (2019)
- Get It Beauty 2019 (겟잇뷰티 2019) - programma televisivo (2019)
- 2019 Idol Star Athletics Championships (2019아이돌스타 육상 볼링 양궁 리듬 체조 족구 선수권 대회) - programma televisivo (2019)
- Stage K (스테이지K) - programma televisivo, episodio 1 (2019)
- 300 X2 (300 엑스투) - programma televisivo, episodio 8 (2019)
- Prison Life of Fools (호구들의 감빵생활) - programma televisivo, episodi 15-16 (2019)
- Walk, Fly, Ride with Red Velvet - programma televisivo (2019)
- 2019 KBS Song Festival (2019 KBS 가요대축제) - programma televisivo (2019)
- ReVe Festival FINALE - programma televisivo (2019-2020)
- 2019 MBC Music Festival: The Chemistry (2019 MBC 가요대제전 THE CHEMISTRY) - programma televisivo (2019)
- Salty Tour 2 (짠내투어 시즌2) - programma televisivo, episodi 105-107 (27-30) (2020)
- Happy Together 4 (해피투게더4) - programma televisivo, episodio 65 (2020)
- Handsome Tigers (진짜 농구, 핸섬타이거즈) - programma televisivo (2020)
- 2020 Lunar New Year Idol Star Championships (2020 설특집 아이돌스타 선수권대회) - programma televisivo (2020)
- Salty Tour 2.5 (짠내투어 시즌2.5) - programma televisivo, episodi 1-2, 5-6 (116-117, 120-121) (2020)
- Dogs Are Incredible (개는 훌륭하다) - programma televisivo, episodi 36, 51 (2020)
- Level Up Irene x Seulgi Project (레벨 업 프로젝트) - programma televisivo, episodi 11-12 (2020)
- 2020 Idol Woof Woof Athletics Championships Chuseok Special (2020 추석특집 아이돌 멍멍 선수권대회) - programma televisivo (2020)
- Bu:QUEST of RED VELVET (부퀘스트 레드벨벳) - programma televisivo (2020-2021)
- HalMyungSoo (할명수) - programma televisivo, episodio 38 (2021)
- Show!terview with Jessi (제시의 쇼!터뷰) - programma televisivo, episodio 51 (2021)
- Show! Eum-ak jungsim (쇼! 음악중심) - programma televisivo, episodio 727 (2021)
- Hoody's Home Dining (후디의 요리 모음집) - programma televisivo, episodio 5 (2021)
- Seulgi.Zip (슬기 zip) - programma televisivo, episodi 3, 25 (2021)
- Queendom Restaurant - programma televisivo (2021)
- 2021 KBS Song Festival: WITH YOU (2021 KBS 가요대축제 WITH YOU) - programma televisivo (2021)
- 2021 SBS Gayo Daejeon: WELCOME (2021 SBS 가요대전 WELCOME) - programma televisivo (2021)
- 2021 MBC Music Festival: Together (2021 MBC 가요대제전 TOGETHER) - programma televisivo (2021)
- Kiss the Radio (키스 더 라디오) - programma televisivo (2022)
- Irene's Work & Holiday (아이린의 워크 & 홀리데이) - programma televisivo, episodio 1 (2022)
- First Time (처음인데 뭐하지?) - programma televisivo, episodio 3 (2022)
- Level Up! Project 5 (레벨업! 프로젝트 시즌5) - programma televisivo (2022)

## Videografia
- 2016 – "Young Love"
- 2016 – "Always In My Heart"
- 2017 – "Yeowooya"
- 2017 – "Your Days"
- 2017 – "I'm Okay"

## Riconoscimenti
- MBC Entertainment Award[18]
  - 2015 – Best Couple Award (con Yook Sung-jae) per Uri gyeolhonhaess-eo-yo
  - 2015 – New Star Award per Uri gyeolhonhaess-eo-yo
  - 2015 – Candidatura Best Newcomer Award per Uri gyeolhonhaess-eo-yo
- OSEN Cable TV Award
  - 2017 – Newcomer Award per The Liar and His Lover
- The Seoul Award
  - 2018 – Candidatura Popularity Award (Drama Actress Category)[19]
- MBC Drama Award
  - 2018 – Candidatura Rookie of the Year per Tempted
  - 2018 – Candidatura Excellence Award, Actress in a Miniserie per Tempted
- 14th Annual Soompi Award
  - 2019 – Candidatura Best Idol Actor[20]
- Brand of the Year Award
  - 2019 – Beauty Icon of the Year (in attesa)